# Aclens
Aclens är en ort och kommun i distriktet Morges i kantonen Vaud, Schweiz. Kommunen har 578 invånare (2023).

## Historia
Aclens omnämns för första gången år 1002 som Astlegus.